# Tirta Mulya (Air Senda I)
Tirta Mulya (Air Senda I) is een bestuurslaag in het regentschap Banyuasin van de provincie Zuid-Sumatra, Indonesië. Tirta Mulya (Air Senda I) telt 680 inwoners (volkstelling 2010).